# Maránd
Maránd (perzsa nyelven: مرند, azerbajdzsáni nyelven: مرند, Morand) város Iránban, Kelet-Azerbajdzsán tartományban, Maránd megye székhelye. Maránd a tartomány egyik nagyobb városa. Maránd  a történelemben különböző neveken volt ismert; így Maryana, Mandagarana és Maranda alakban is.

## Fekvése
Tebriztől északnyugatra, az orosz, illetve török határ felé vivő út elágazásában fekvő település. Éghajlata mérsékelt égövi, azon belül szárazföldi és hegyvidéki hatások érvényesülnek. A hegyvidék csúcsát örök hó fedi. A tél a városban általában nagyon hideg, kemény fagyokkal (a hőmérséklet januárban éjszaka bőven -10 fok alá is eshet, míg napközben -5 fok alatt maradhat). A hegyekből sok hó hullhat alá a városra. A nyár a domborzati viszonyok miatt sokkal enyhébb, mint Teheránban. 

## Története

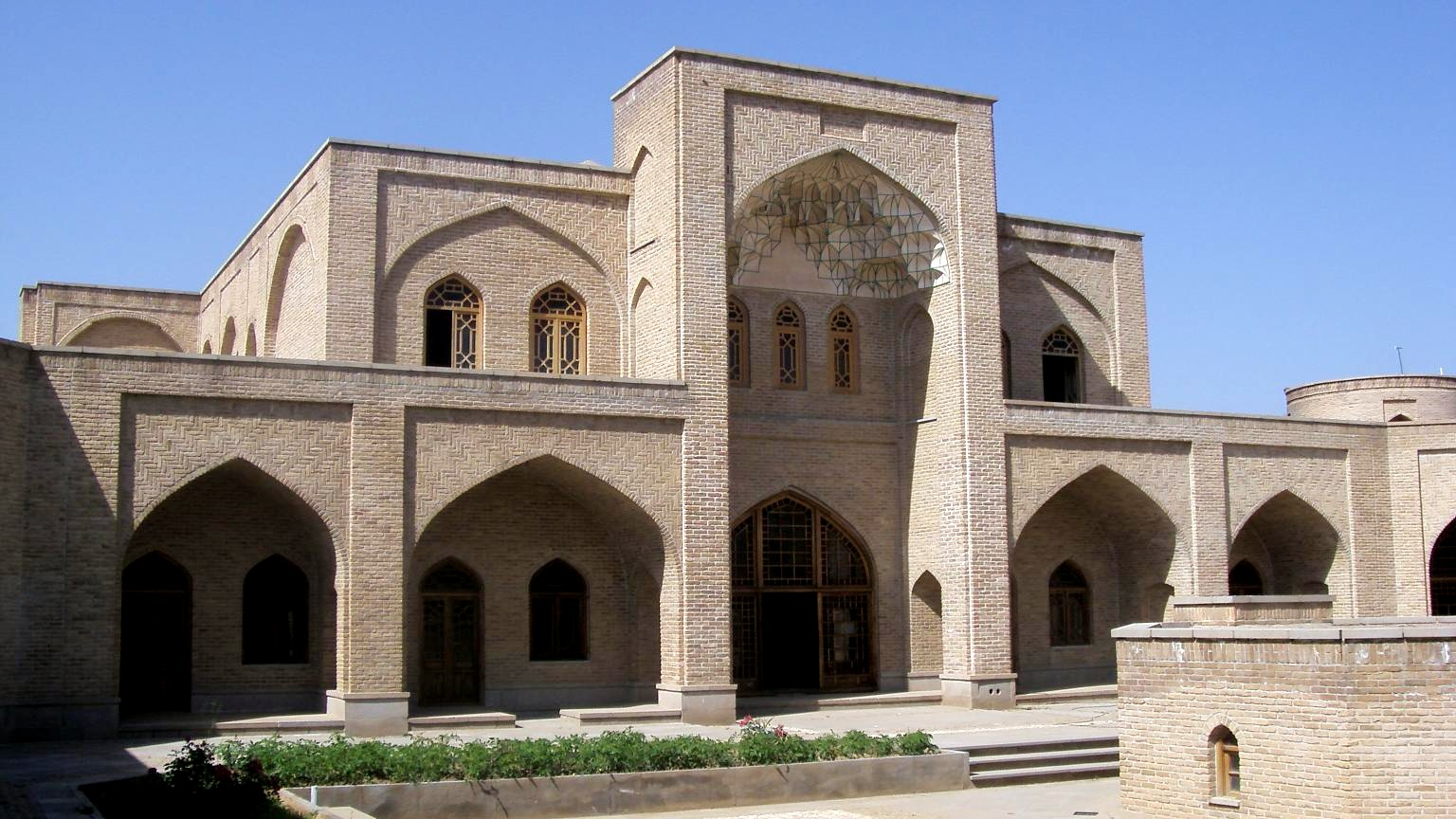
Abbaszi sah karavánszeráj

Az 1366 méterrel a tengerszint felett fekvő város története a pre-iszlám korszakra nyúlik vissza. 815-től 850-ig Marandot Muhammad ibn Ba'ith irányította. A városka lakossága ma elsősorban a gazdag környék termékeinek adásvételéből és az élelmiszeriparból él.
Maránd egyetlen látványosságának a település déli részén álló Péntek-mecset, a Masdzsid-i Dzsomé (Masdjed Djomeh) számít, melyet a 15. században Abu Szaid, a mongol szultán restauráltatott, az épület valószínűleg ez időnél sokkal ősibb. Ekkor alakították ki stukkódíszes imafülkéjét, a Mekka felé tájolt mihrabot is.

## Etimológia
Helyi legendák szerint és többek között Moritz von Kotzebue és August von Haxthausen által is leírtak szerint Noé (Noah) feleségének temetkezési helyét itt helyezték el Marandon. Mindkét szerző azt állította, hogy a város neve azt örmény nyelven azt jelenti, hogy "az anya itt fekszik", utalva Noé feleségére. Kotzebue szerint: Marandaról az örmények is azt állítják, hogy Noé közvetlen leszármazottai ott telepedtek le, sőt, hogy ez a felesége beteljesedésének helye.

## Galéria

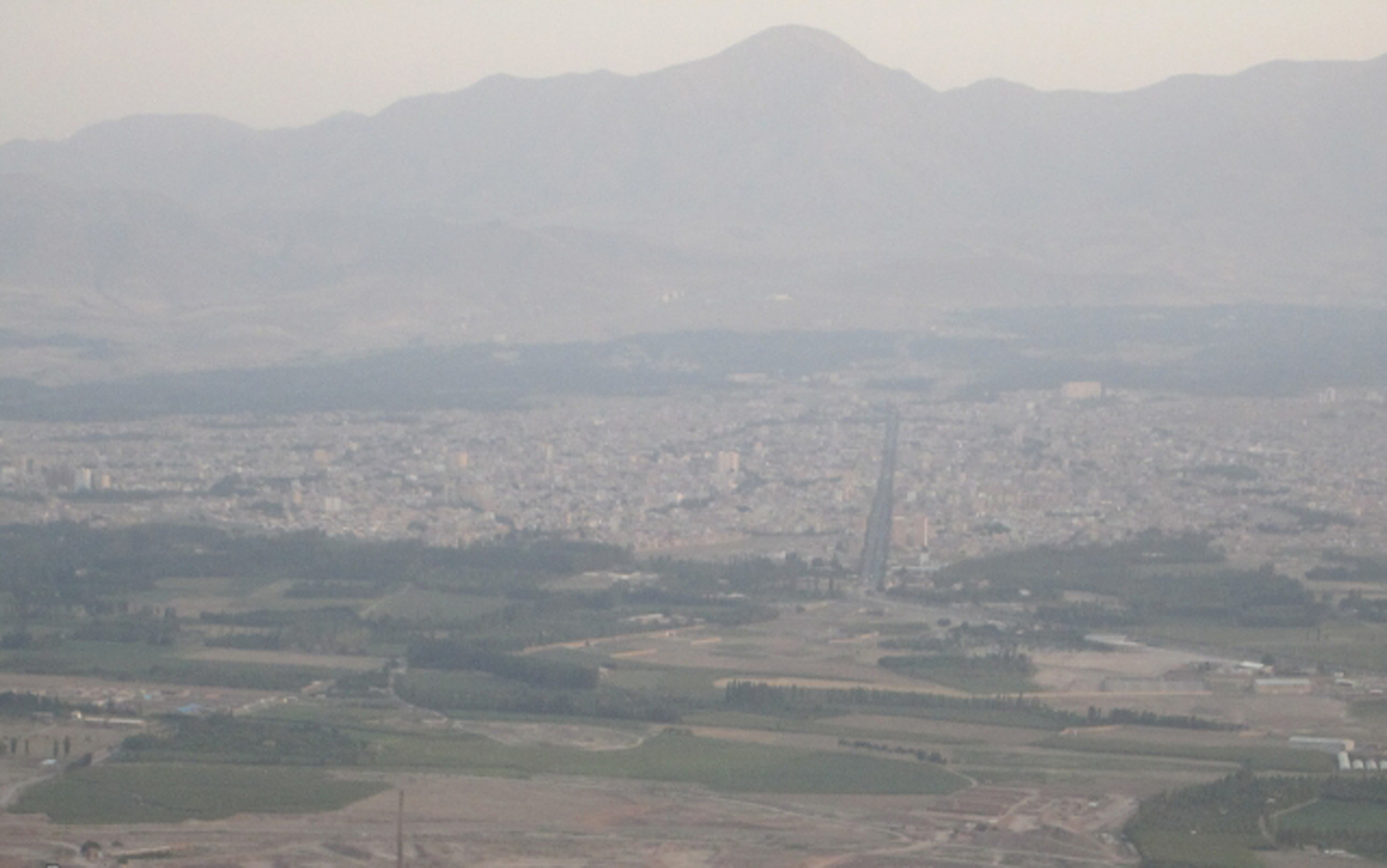
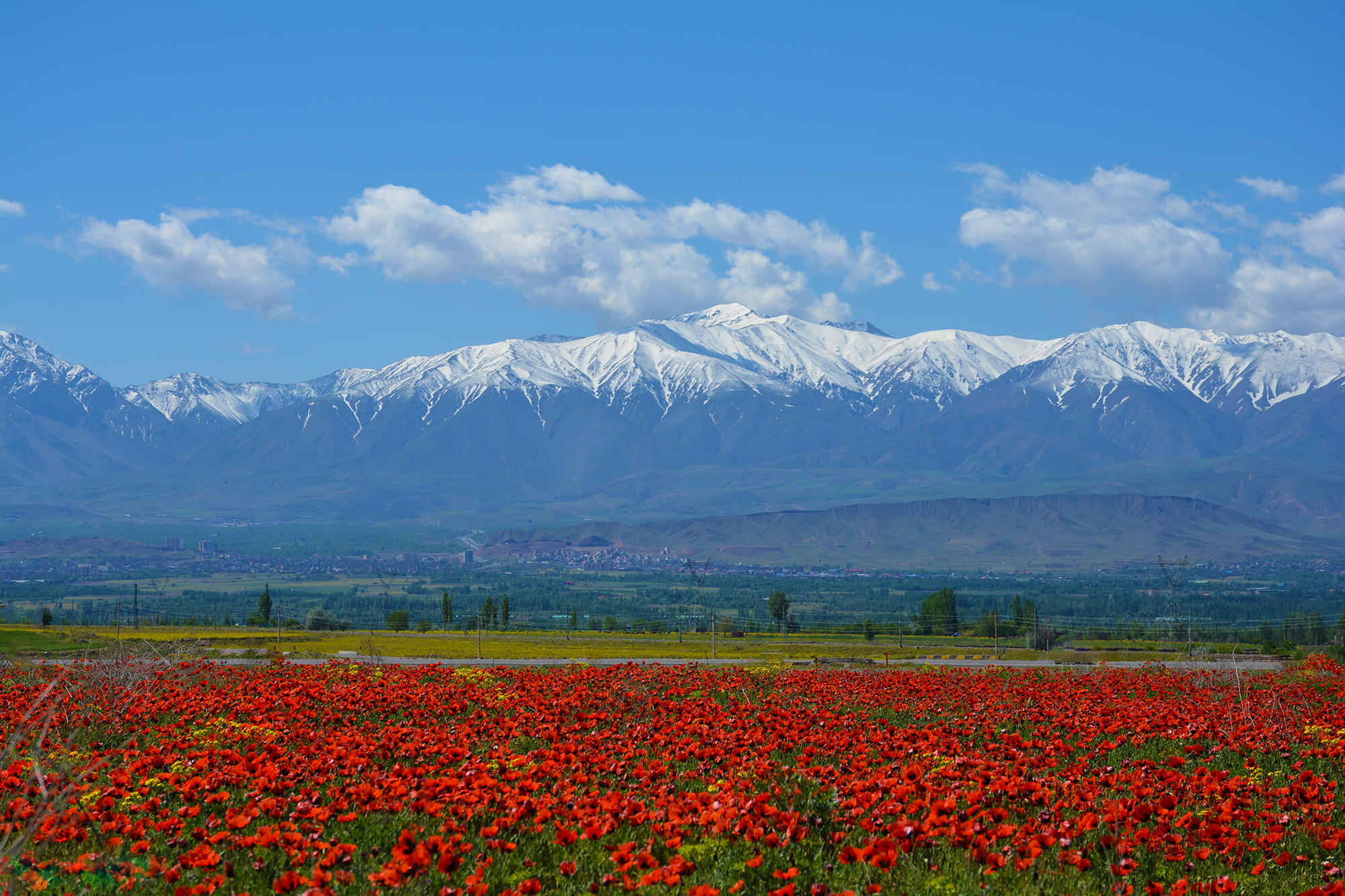
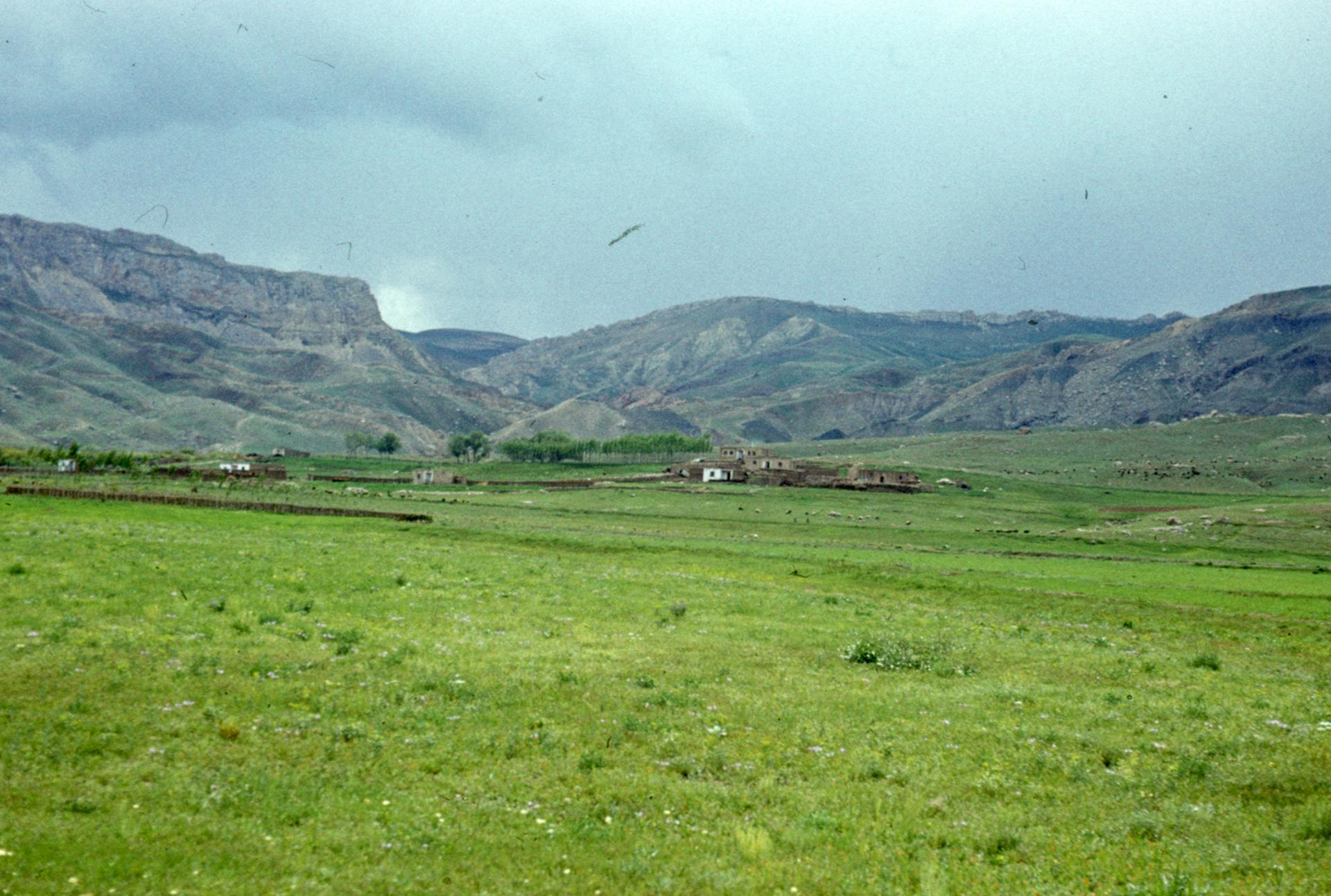
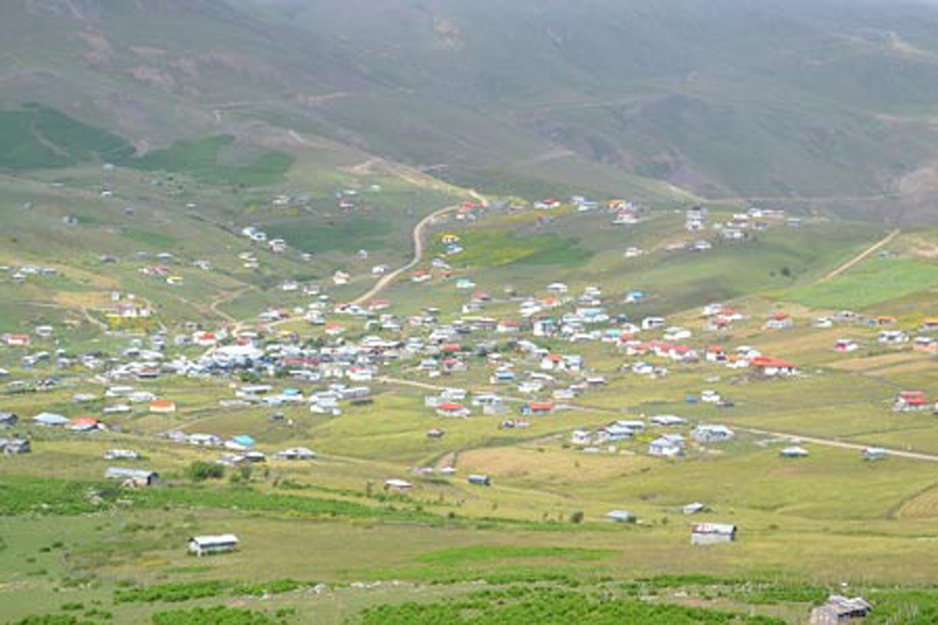
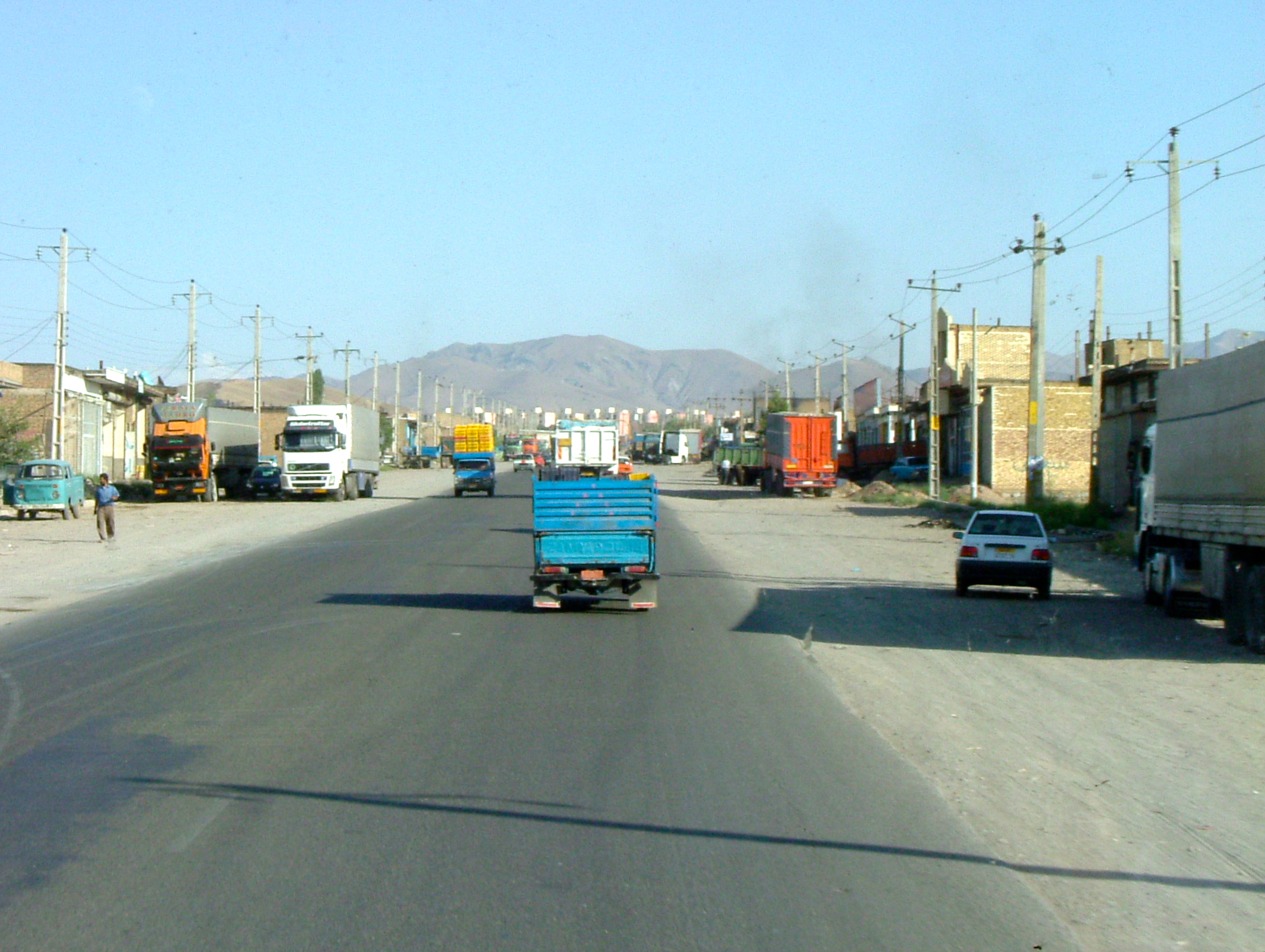
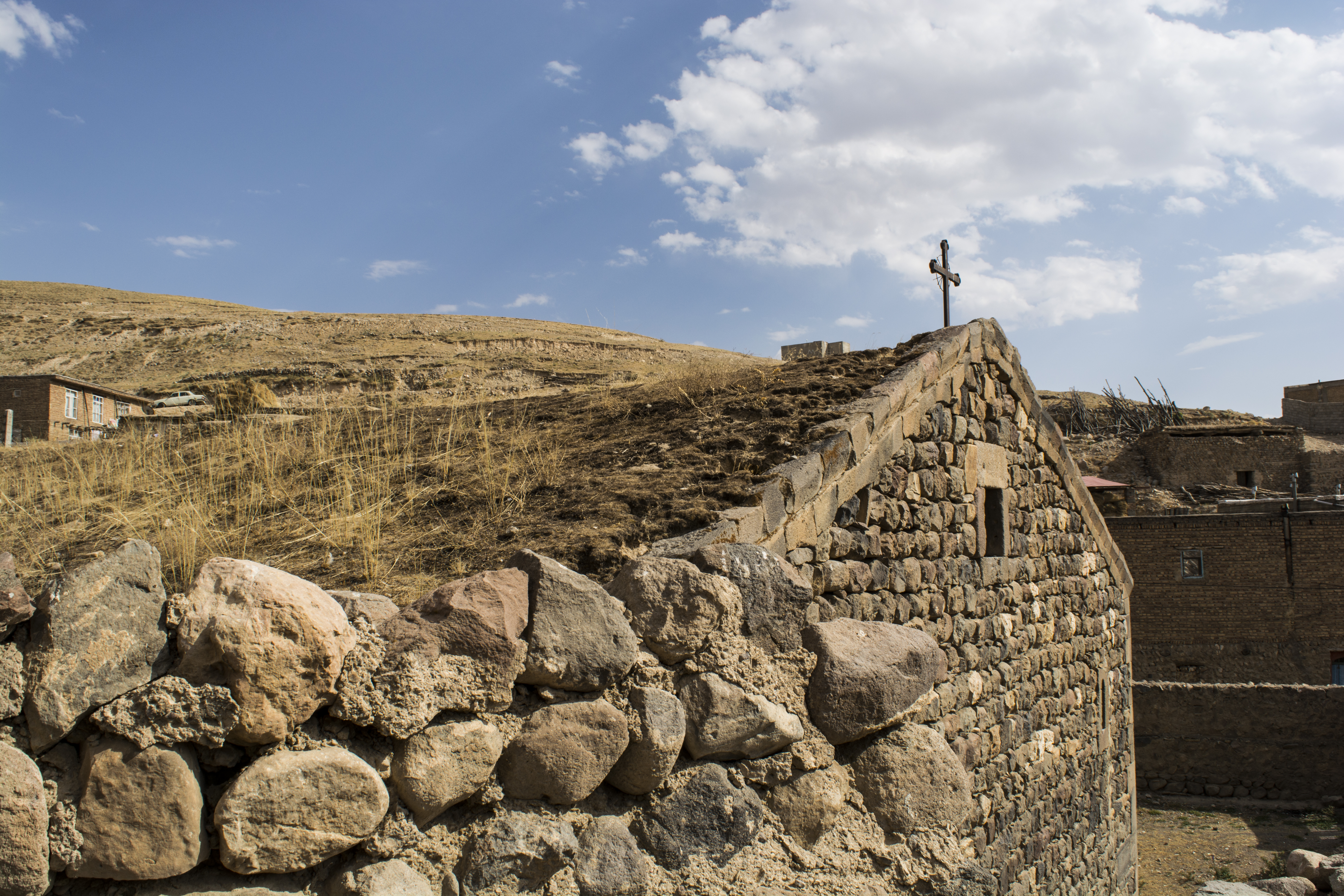
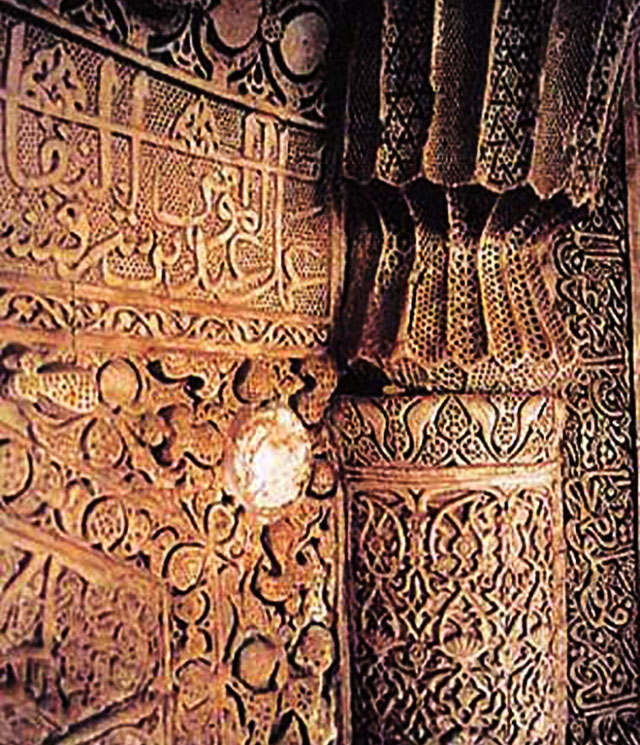
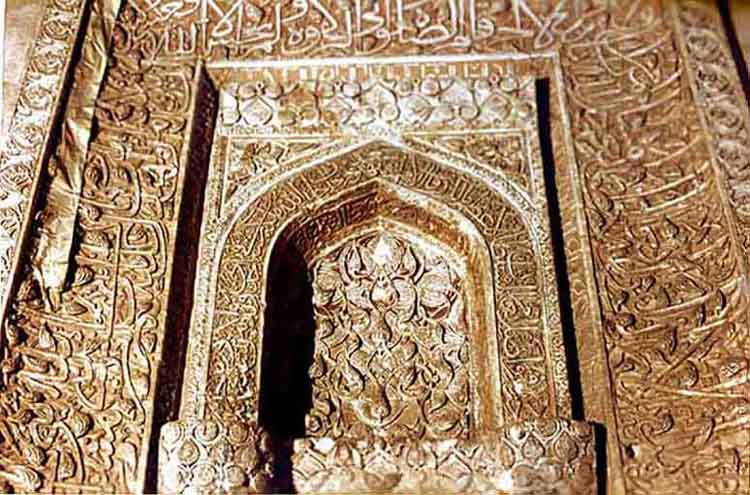

## Nevezetességek
- Péntek mecset (Masdzsid-i Dzsomé)